# 嚢瓦
嚢 瓦（のう が、生没年不詳）は、中国春秋時代の楚の公族・政治家・軍人。姓は羋、氏は嚢、諱は瓦、字は子常。荘王の子の公子貞（子嚢）の孫にあたる。
紀元前519年、令尹の嚢瓦は、郢都の壁を修復するにあたり、沈尹戌と対立。紀元前516年、楚の平王が死ぬと、嚢瓦は太子を廃し公子申を立てようとした。しかし、公子申は嚢瓦に怒ったため、嚢瓦は太子を楚の昭王とした。紀元前515年、嚢瓦は費無忌の讒言を聞き、伯宛（伯嚭の父）を殺した。しかし、楚の人々の不満が嚢瓦に溜まったので、嚢瓦はその後沈尹戌の助言を受け入れ費無忌を殺した。紀元前509年に呉への討伐に乗り出すも敗れる。紀元前507年に唐の成公・蔡の昭侯に賄賂を求めるも断られた為幽閉する。これにより唐と蔡の支持を失う。紀元前506年、呉王闔閭と唐・蔡の連合軍が楚を攻める。柏挙の戦いで敗れると嚢瓦は鄭に逃亡し、呉は郢に入った。
『東周列国志』では嚢瓦が鄭に逃げた後、伍子胥は楚の昭王も鄭に居ると考えた。それは鄭の定公にとって脅威であり、定公は嚢瓦を非難し嚢瓦は自殺した。